# رالف هولدن
رالف هولدن (انگلیسی: Ralph Holden؛ زادهٔ ۱۸۹۰) بازیکن فوتبال  اهل بریتانیا است.
از باشگاه‌هایی که در آن بازی کرده‌است می‌توان به باشگاه فوتبال لیورپول و باشگاه فوتبال ترانمره راورز اشاره کرد.